# Myzus brevisiphon
Myzus brevisiphon är en insektsart. Myzus brevisiphon ingår i släktet Myzus och familjen långrörsbladlöss. Inga underarter finns listade i Catalogue of Life.